# Ньюберн, Джордж
Джордж Янг Ньюберн (англ. George Young Newbern; род. 30 декабря 1964, Литл-Рок) — американский актёр кино, телевидения и озвучивания. Он наиболее известен благодаря своей роли в фильме «Отец невесты» (1991) и его сиквеле «Отец невесты 2» (1995). Ньюберн также хорошо известен как голос Супермена в анимационном сериале «Лига справедливости» и нескольких фильмах-продолжениях.

## Биография
Ньюберн родился в Литл-Роке, штат Арканзас в семье Бетти (преподаватель испанского языка) и Дэвида (радиолог) Ньюбернов. Свою актёрскую карьеру начал в Центре искусств Арканзаса в Литл-Роке, где он сыграл роль младшего брата в постановке по книге Жизнь с отцом, основанной на автобиографии Кларенса Дэя. Свою телевизионную карьеру начал с роли сына Дикси Картер в ситкоме «Создавая женщину» и в последующие годы появился в более ста телешоу и фильмов, в основном, в комедийных ролях. Ньюберн снялся в нескольких недолго просуществовавших сериалах, однако наибольшей известности добился благодаря второстепенным ролям в «Друзьях», «Провиденсе», «Частях тела» и «Скандале». Он также появился в «Прикосновении ангела», «C.S.I.: Место преступления», «Анатомия страсти», «Частная практика», «Касл», «Морская полиция: Спецотдел» и «Красотках в Кливленде».
На большом экране, Ньюберн был заметен в фильмах «Приключения приходящей няни» (1987), «Переключая каналы» (1988), «Младшая сестра» (1992), «Доппельгангер» (1993), «Вечерняя звезда» (1996), «Друзья и любовники» (1999), «Светлячки в саду» (2008) и «Пила 6» (2009).
В 1990 году Ньюберн женился  на актрисе Мариетте Деприма, они воспитывают дочь Эмму.